# Insieme di Caccioppoli
In matematica, un insieme di Caccioppoli è un insieme il cui contorno è misurabile e ha (almeno localmente) una misura finita. Un sinonimo è un insieme di perimetro finito (localmente). In sostanza, un insieme è un insieme di Caccioppoli se la sua funzione caratteristica è una funzione a variazione limitata.

## Storia
Il concetto di base di un insieme di Caccioppoli è stato introdotto per la prima volta dal matematico italiano Renato Caccioppoli nel 1927: considerando un insieme di piani o una superficie definita su un insieme aperto nel piano, Caccioppoli ha caratterizzato la loro misura o area come variazione totale nel senso di Tonelli delle loro funzioni che definiscono, cioè delle loro equazioni parametriche, purché questa quantità fosse limitata. La misura del contorno di un insieme è stata definita per la prima volta come un funzionale, precisamente una funzione di insieme: inoltre, essendo definita su insiemi aperti, può essere definita su tutti gli insiemi Borel e il suo valore può essere approssimato dai valori che assume una rete crescente di sottoinsiemi. Un'altra proprietà chiaramente data (e dimostrata) di questo funzionale era la sua semi-continuità inferiore.
Nel 1928 Caccioppoli precisa utilizzando una maglia triangolare come rete crescente che approssima il dominio aperto, definendo variazioni positive e negative la cui somma è la variazione totale, cioè l'area funzionale. Il suo punto di vista ispiratore, come ha esplicitamente ammesso, è stato quello di Giuseppe Peano, espresso dalla misura di Peano-Jordan: associare ad ogni porzione di una superficie un'area piana orientata in modo simile a come si associa una corda approssimativa a una curva. Inoltre, un altro tema trovato in questa teoria era l'estensione di un funzionale da un sottospazio all'intero spazio vettoriale: l'uso di teoremi che generalizzano il teorema di Hahn-Banach si incontra frequentemente nella ricerca di Caccioppoli. Tuttavia, il significato ristretto di variazione totale nel senso di Tonelli aggiungeva molte complicazioni allo sviluppo formale della teoria e l'uso di una descrizione parametrica degli insiemi ne limitava la portata.
Lamberto Cesàri introdusse la "giusta" generalizzazione delle funzioni a variazione limitata al caso di più variabili solo nel 1936: forse questo fu uno dei motivi che indusse Caccioppoli a presentare una versione migliorata della sua teoria solo quasi 24 anni dopo, nel discorso al IV Congresso UMI nell'ottobre 1951, seguito da cinque note pubblicate sui Rendiconti dell'Accademia Nazionale dei Lincei. Queste note sono state aspramente criticate da Laurence Chisholm Young in Mathematical Reviews.
Nel 1952 Ennio de Giorgi presentò i suoi primi risultati, sviluppando le idee di Caccioppoli, sulla definizione della misura dei contorni degli insiemi al Congresso di Salisburgo della Società Matematica Austriaca: ottenne questi risultati utilizzando un operatore levigante, analogo a un mollificatore, costruito dalla funzione gaussiana, provando indipendentemente alcuni risultati di Caccioppoli. Probabilmente fu indotto a studiare questa teoria dal suo maestro e amico Mauro Picone, che era stato anche maestro di Caccioppoli ed era anche suo amico. De Giorgi incontrò per la prima volta Caccioppoli nel 1953: durante il loro incontro, Caccioppoli espresse un profondo apprezzamento per il suo lavoro, iniziando la loro amicizia di una vita. Lo stesso anno ha pubblicato il suo primo articolo sull'argomento: tuttavia, questo articolo e quello che segue non hanno suscitato molto interesse da parte della comunità matematica. Fu solo con un articolo del 1954, rivisto da Laurence Chisholm Young su Mathematical Reviews, che il suo approccio agli insiemi di perimetro finito divenne ampiamente conosciuto e apprezzato: anche, nella recensione, Young rivide le sue precedenti critiche sull'opera di Caccioppoli.
L'ultimo articolo di De Giorgi sulla teoria dei perimetri fu pubblicato nel 1958: nel 1959, dopo la morte di Caccioppoli, iniziò a chiamare gli insiemi di perimetri finiti "insiemi di Caccioppoli". Due anni dopo Herbert Federer e Wendell Fleming pubblicarono un loro articolo nel 1960, cambiando l'approccio alla teoria. Fondamentalmente hanno introdotto due nuovi tipi di correnti, rispettivamente correnti normali e correnti integrali: in una serie successiva di articoli e nel suo famoso trattato, Federer ha dimostrato che gli insiemi di Caccioppoli sono correnti normali di dimensione {\displaystyle n} in spazi euclidei {\displaystyle n} -dimensionali. Tuttavia, anche se la teoria degli insiemi di Caccioppoli può essere studiata nell'ambito della teoria delle correnti, è consuetudine studiarla attraverso l'approccio "tradizionale" utilizzando funzioni a variazione limitata, come le varie sezioni presenti in molte importanti monografie di matematica e di fisica matematica testimoniano.

## Definizione formale

### Definizione di Caccioppoli
Definizione 1. Sia {\displaystyle \Omega } un sottoinsieme aperto di {\displaystyle \mathbb {R} ^{n}} e sia {\displaystyle E} un insieme di Borel. Il perimetro di {\displaystyle E} in {\displaystyle \Omega } è definito come segue
{\displaystyle P(E,\Omega )=V\left(\chi _{E},\Omega \right):=\sup \left\{\int _{\Omega }\chi _{E}(x)\mathrm {div} {\boldsymbol {\phi }}(x)\,\mathrm {d} x:{\boldsymbol {\phi }}\in C_{c}^{1}(\Omega ,\mathbb {R} ^{n}),\ \|{\boldsymbol {\phi }}\|_{L^{\infty }(\Omega )}\leq 1\right\}}
dove {\displaystyle \chi _{E}} è la funzione caratteristica di {\displaystyle E}. Cioè, il perimetro di {\displaystyle E} in un insieme aperto {\displaystyle \Omega } è definito come la variazione totale della sua funzione caratteristica su quell'insieme aperto. Se {\displaystyle \Omega =\mathbb {R} ^{n}}, allora {\displaystyle P(E)=P(E,\mathbb {R} ^{n})} per il perimetro (globale).
Definizione 2. L'insieme di Borel {\displaystyle E} è un insieme di Caccioppoli se e solo se ha perimetro finito in ogni sottoinsieme aperto limitato {\displaystyle \Omega } di {\displaystyle \mathbb {R} ^{n}},
{\displaystyle P(E,\Omega )<+\infty } quando {\displaystyle \Omega \subset \mathbb {R} ^{n}} è aperto e limitato.
Un insieme di Caccioppoli ha quindi una funzione caratteristica la cui variazione totale è limitata localmente. Dalla teoria delle funzioni a variazione limitata è noto che ciò implica l'esistenza di una misura di Radon a valori vettoriali {\displaystyle D\chi _{E}} tale che
{\displaystyle \int _{\Omega }\chi _{E}(x)\mathrm {div} {\boldsymbol {\phi }}(x)\mathrm {d} x=\int _{E}\mathrm {div} {\boldsymbol {\phi }}(x)\,\mathrm {d} x=-\int _{\Omega }\langle {\boldsymbol {\phi }},D\chi _{E}(x)\rangle \qquad \forall {\boldsymbol {\phi }}\in C_{c}^{1}(\Omega ,\mathbb {R} ^{n})}
Come notato per il caso di funzioni generali a variazione limitata, questo vettore misura {\displaystyle D\chi _{E}} è il gradiente distributivo o debole di {\displaystyle \chi _{E}}. La misura della variazione totale associata a {\displaystyle D\chi _{E}} è indicato da {\displaystyle |D\chi _{E}|}, cioè per ogni insieme aperto {\displaystyle \Omega \subset \mathbb {R} ^{n}} si scrive {\displaystyle |D\chi _{E}|(\Omega )} per {\displaystyle P(E,\Omega )=V(\chi _{E},\Omega )} .

### Definizione di De Giorgi
Ennio de Giorgi nei suoi articoli del 1953 e del 1954 introduce il seguente operatore di levigatura, analogo alla trasformata di Weierstrass nel caso unidimensionale
{\displaystyle W_{\lambda }\chi _{E}(x)=\int _{\mathbb {R} ^{n}}g_{\lambda }(x-y)\chi _{E}(y)\mathrm {d} y=(\pi \lambda )^{-{\frac {n}{2}}}\int _{E}e^{-{\frac {(x-y)^{2}}{\lambda }}}\mathrm {d} y}
Come si può facilmente dimostrare, {\displaystyle W_{\lambda }\chi (x)} è una funzione liscia per tutti {\displaystyle x\in \mathbb {R} ^{n}}, tale che
{\displaystyle \lim _{\lambda \to 0}W_{\lambda }\chi _{E}(x)=\chi _{E}(x)}
inoltre, il suo gradiente è ovunque ben definito, così come il suo valore assoluto
{\displaystyle \nabla W_{\lambda }\chi _{E}(x)=\mathrm {grad} W_{\lambda }\chi _{E}(x)=DW_{\lambda }\chi _{E}(x)={\begin{pmatrix}{\frac {\partial W_{\lambda }\chi _{E}(x)}{\partial x_{1}}}\\\vdots \\{\frac {\partial W_{\lambda }\chi _{E}(x)}{\partial x_{n}}}\\\end{pmatrix}}\Longleftrightarrow \left|DW_{\lambda }\chi _{E}(x)\right|={\sqrt {\sum _{k=1}^{n}\left|{\frac {\partial W_{\lambda }\chi _{E}(x)}{\partial x_{k}}}\right|^{2}}}}
Avendo definita questa funzione, De Giorgi dà la seguente definizione di perimetro:
Definizione 3. Sia {\displaystyle \Omega } un sottoinsieme aperto di {\displaystyle \mathbb {R} ^{n}} e sia {\displaystyle E} un insieme di Borel. Il perimetro di {\displaystyle E}inl {\displaystyle \Omega } è il valore
{\displaystyle P(E,\Omega )=\lim _{\lambda \to 0}\int _{\Omega }|DW_{\lambda }\chi _{E}(x)|\mathrm {d} x}
In realtà De Giorgi ha considerato il caso {\displaystyle \Omega =\mathbb {R} ^{n}}: tuttavia, l'estensione al caso generale non è difficile. Si può provare che le due definizioni sono esattamente equivalenti: per una dimostrazione si vedano i già citati articoli di De Giorgi. Dopo aver definito cos'è un perimetro, De Giorgi dà la stessa definizione 2 di cosa sia un insieme di perimetro (localmente) finito.

## Proprietà di base
Le seguenti proprietà sono le proprietà ordinarie che si suppone abbia la nozione generale di perimetro:
- Se {\displaystyle \Omega \subseteq \Omega _{1}} allora {\displaystyle P(E,\Omega )\leq P(E,\Omega _{1})}, con parità di tenuta se e solo se la chiusura di {\displaystyle E} è un sottoinsieme compatto di {\displaystyle \Omega } .
- Per due insiemi di Cacciopoli qualsiasi {\displaystyle E_{1}} e {\displaystyle E_{2}}, la relazione {\displaystyle P(E_{1}\cup E_{2},\Omega )\leq P(E_{1},\Omega )+P(E_{2},\Omega _{1})} vale, con uguaglianza se e solo se {\displaystyle d(E_{1},E_{2})>0}, dove {\displaystyle d} è la distanza tra gli insiemi nello spazio euclideo.
- Se la misura di Lebesgue di {\displaystyle E} è {\displaystyle 0}, allora {\displaystyle P(E)=0}: questo implica che se la differenza simmetrica {\displaystyle E_{1}\triangle E_{2}} di due insiemi ha una misura di Lebesgue zero, i due insiemi hanno lo stesso perimetro cioè {\displaystyle P(E_{1})=P(E_{2})} .

## Nozioni di contorno
Per ogni insieme di Caccioppoli dato {\displaystyle E\subset \mathbb {R} ^{n}} esistono due grandezze analitiche naturalmente associate: la misura di Radon a valori vettoriali {\displaystyle D\chi _{E}} e la sua misura di variazione totale {\displaystyle |D\chi _{E}|}. Dato che
{\displaystyle P(E,\Omega )=\int _{\Omega }|D\chi _{E}|}
è il perimetro all'interno di qualsiasi insieme aperto {\displaystyle \Omega }, ci si aspetta che {\displaystyle D\chi _{E}} da solo dovrebbe in qualche modo spiegare il perimetro di {\displaystyle E}.

### Il contorno topologico
È naturale cercare di capire la relazione tra gli oggetti {\displaystyle D\chi _{E}}, {\displaystyle |D\chi _{E}|} e il contorno topologico {\displaystyle \partial E}. C'è un lemma elementare che garantisce che il supporto (nel senso di distribuzioni) di {\displaystyle D\chi _{E}}, e quindi anche {\displaystyle |D\chi _{E}|}, è sempre contenuto in {\displaystyle \partial E}:
Lemma. Il supporto della misura di Radon a valori vettoriali {\displaystyle D\chi _{E}} è un sottoinsieme del contorno topologico {\displaystyle \partial E} di {\displaystyle E}.
Prova. Per dimostrare il lemma si sceglie {\displaystyle x_{0}\notin \partial E}: allora {\displaystyle x_{0}} appartiene all'insieme aperto {\displaystyle \mathbb {R} ^{n}\setminus \partial E} e questo implica che appartiene a un intorno aperto {\displaystyle A} contenuto all'interno di {\displaystyle E} o all'interno di {\displaystyle \mathbb {R} ^{n}\setminus E}. Sia ora  {\displaystyle \phi \in C_{c}^{1}(A;\mathbb {R} ^{n})}. Se {\displaystyle A\subseteq (\mathbb {R} ^{n}\setminus E)^{\circ }=\mathbb {R} ^{n}\setminus E^{-}} dove {\displaystyle E^{-}} è la chiusura di {\displaystyle E}, allora {\displaystyle \chi _{E}(x)=0} per {\displaystyle x\in A} e
{\displaystyle \int _{\Omega }\langle {\boldsymbol {\phi }},D\chi _{E}(x)\rangle =-\int _{A}\chi _{E}(x)\,\operatorname {div} {\boldsymbol {\phi }}(x)\,\mathrm {d} x=0}
Allo stesso modo, se {\displaystyle A\subseteq E^{\circ }} allora {\displaystyle \chi _{E}(x)=1} per {\displaystyle x\in A} così
{\displaystyle \int _{\Omega }\langle {\boldsymbol {\phi }},D\chi _{E}(x)\rangle =-\int _{A}\operatorname {div} {\boldsymbol {\phi }}(x)\,\mathrm {d} x=0}
Con {\displaystyle \phi \in C_{c}^{1}(A,\mathbb {R} ^{n})} arbitrario ne segue che {\displaystyle x_{0}} è al di fuori del supporto di {\displaystyle D\chi _{E}}.

### Il contorno ridotto
Il contorno topologico {\displaystyle \partial E} risulta essere troppo grezzo per gli insiemi di Caccioppoli perché la sua misura di Hausdorff compensa eccessivamente il perimetro {\displaystyle P(E)} definito sopra. Anzi, l'insieme di Caccioppoli
{\displaystyle E=\{(x,y):0\leq x,y\leq 1\}\cup \{(x,0):-1\leq x\leq 1\}\subset \mathbb {R} ^{2}}
che rappresenta un quadrato insieme a un segmento di linea sporgente a sinistra ha perimetro {\displaystyle P(E)=4}, cioè il segmento di linea estraneo viene ignorato, mentre il suo contorno topologico
{\displaystyle \partial E=\{(x,0):-1\leq x\leq 1\}\cup \{(x,1):0\leq x\leq 1\}\cup \{(x,y):x\in \{0,1\},0\leq y\leq 1\}}
ha misura di Hausdorff unidimensionale {\displaystyle {\mathcal {H}}^{1}(\partial E)=5}.
Il contorno "corretto" dovrebbe quindi essere un sottoinsieme di {\displaystyle \partial E}.
Definizione 4. Il contorno ridotto di un insieme di Caccioppoli {\displaystyle E\subset \mathbb {R} ^{n}} è indicato da {\displaystyle \partial ^{*}E} ed è definito come uguale alla raccolta di punti {\displaystyle x} al quale il limite:
{\displaystyle \nu _{E}(x):=\lim _{\rho \downarrow 0}{\frac {D\chi _{E}(B_{\rho }(x))}{|D\chi _{E}|(B_{\rho }(x))}}\in \mathbb {R} ^{n}}
esiste e ha lunghezza pari a uno, cioè {\displaystyle |\nu _{E}(x)|=1} .
Si può osservare che dal Teorema di Radon-Nikodym il contorno ridotto {\displaystyle \partial ^{*}E} è necessariamente contenuto nel supporto di {\displaystyle D\chi _{E}}, che a sua volta è contenuto nel contorno topologico {\displaystyle \partial E} come spiegato nella sezione precedente. Questo è:
{\displaystyle \partial ^{*}E\subseteq \operatorname {support} D\chi _{E}\subseteq \partial E}
Le inclusioni sopra non sono necessariamente uguaglianze come mostra l'esempio precedente. In quell'esempio, {\displaystyle \partial E} è il quadrato con il segmento che sporge, {\displaystyle \operatorname {support} D\chi _{E}} è il quadrato, e {\displaystyle \partial ^{*}E} è il quadrato senza i suoi quattro angoli.

### Teorema di De Giorgi
Per comodità, in questa sezione trattiamo solo il caso in cui {\displaystyle \Omega =\mathbb {R} ^{n}}, cioè l'insieme {\displaystyle E} ha (globalmente) un perimetro finito. Il teorema di De Giorgi fornisce un'intuizione geometrica per la nozione di contorni ridotti e conferma che è la definizione più naturale per gli insiemi di Caccioppoli mostrando
{\displaystyle P(E)\left(=\int |D\chi _{E}|\right)={\mathcal {H}}^{n-1}(\partial ^{*}E)}
cioè che la sua misura di Hausdorff è uguale al perimetro dell'insieme. L'affermazione del teorema è piuttosto lunga perché mette in relazione diverse nozioni geometriche tutte in una volta.
Teorema. Supponiamo {\displaystyle E\subset \mathbb {R} ^{n}} sia un insieme di Caccioppoli. Allora in ogni punto {\displaystyle x} del contorno ridotto {\displaystyle \partial ^{*}E} esiste uno spazio tangente approssimativo {\displaystyle T_{x}} di{\displaystyle |D\chi _{E}|} di molteplicità uno, cioè un sottospazio codimensione-1 {\displaystyle T_{x}} di {\displaystyle \mathbb {R} ^{n}} tale che
{\displaystyle \lim _{\lambda \downarrow 0}\int _{\mathbb {R} ^{n}}f(\lambda ^{-1}(z-x))|D\chi _{E}|(z)=\int _{T_{x}}f(y)\,d{\mathcal {H}}^{n-1}(y)}
per ogni {\displaystyle f:\mathbb {R} ^{n}\to \mathbb {R} }  continua, supportata in modo compatto. In effetti il sottospazio {\displaystyle T_{x}} è il sottospazio ortogonale del vettore unitario
{\displaystyle \nu _{E}(x)=\lim _{\rho \downarrow 0}{\frac {D\chi _{E}(B_{\rho }(x))}{|D\chi _{E}|(B_{\rho }(x))}}\in \mathbb {R} ^{n}}
definito in precedenza. Anche questo vettore unitario soddisfa
{\displaystyle \lim _{\lambda \downarrow 0}\left\{\lambda ^{-1}(z-x):z\in E\right\}\to \left\{y\in \mathbb {R} ^{n}:y\cdot \nu _{E}(x)>0\right\}}
localmente in {\displaystyle L^{1}}, quindi è interpretato come un vettore normale unitario di indicazione interno al confine ridotto {\displaystyle \partial ^{*}E}. Infine, {\displaystyle \partial ^{*}E} è (n-1) - rettificabile e la restrizione della misura di Hausdorff (n-1)-dimensionale {\displaystyle {\mathcal {H}}^{n-1}} per {\displaystyle \partial ^{*}E} è {\displaystyle |D\chi _{E}|}, cioè
{\displaystyle |D\chi _{E}|(A)={\mathcal {H}}^{n-1}(A\cap \partial ^{*}E)} per tutti gli insiemi di Borel {\displaystyle A\subset \mathbb {R} ^{n}} .

## Applicazioni

### Formula Gauss-Green
Dalla definizione del vettore misura di Radon {\displaystyle D\chi _{E}} e dalle proprietà del perimetro vale la seguente formula:
{\displaystyle \int _{E}\operatorname {div} {\boldsymbol {\phi }}(x)\,\mathrm {d} x=-\int _{\partial E}\langle {\boldsymbol {\phi }},D\chi _{E}(x)\rangle \qquad {\boldsymbol {\phi }}\in C_{c}^{1}(\Omega ,\mathbb {R} ^{n})}
Questa è una versione del teorema della divergenza per domini con contorno non liscio. Il teorema di De Giorgi può essere utilizzato per formulare la stessa identità in termini di contorno ridotto {\displaystyle \partial ^{*}E} e il vettore normale approssimativo dell'unità di puntamento verso l'interno {\displaystyle \nu _{E}}. Esattamente, vale la seguente uguaglianza
{\displaystyle \int _{E}\operatorname {div} {\boldsymbol {\phi }}(x)\,\mathrm {d} x=-\int _{\partial ^{*}E}{\boldsymbol {\phi }}(x)\cdot \nu _{E}(x)\,\mathrm {d} {\mathcal {H}}^{n-1}(x)\qquad {\boldsymbol {\phi }}\in C_{c}^{1}(\Omega ,\mathbb {R} ^{n})}